# 続木美香
続木 美香（つづき みか、1987年8月1日 - ）は、ショップチャンネルのキャスト。元北海道文化放送（UHB）所属のアナウンサー。

## 来歴・人物
長野県塩尻市出身。身長165cm。長野県松本県ヶ丘高等学校、駒澤大学卒業後、長野県内の企業で受付係をしていたが、Jリーグの試合観戦中女性アナウンサーが選手にマイクを向ける姿に憧れて、自分も「人を楽しませる仕事がしたい」という思いからアナウンサーに転身することを決意した。
2012年4月、NHK釧路放送局に契約キャスターとして入局。情報番組のキャスター・レポーターとして活動。
2015年4月にUHBへ中途入社。同期入社は石井しおり（九州朝日放送→フリーアナウンサーから移籍）、柴田平美（北海道根室高等学校→藤女子大学文学部日本語・日本語文学科卒業）。
2015年8月30日、第29回北海道マラソンに参加。完走を果たす。
2018年10月31日をもって退社することを、ブログで発表した。
関西アナウンススクール札幌校出身

## 現在の担当番組
ショップチャンネル 2019年2月-
ライブコマースABITOKYO　2025年2月-

## 過去の担当番組
- uhbニュース（不定期）
- みんなのテレビ（MC、2015年3月30日 - 2017年3月24日）
- つながる@タンチョウ（NHK釧路放送局）